# محلل قطاع
محلل قطاع (بالإنجليزية: Industry analyst)‏ يقوم بأبحاث السوق الأولية والثانوية داخل القطاع مثل تكنولوجيا المعلومات، والاستشارات أو التأمين. يقيم المحللين اتجاهات القطاع، كما يقومون بخلق التصنيفات، دراسة حجم الأسواق، و إعداد التوقعات. يعمل محللي القطاع عادة لشركات الأبحاث والخدمات الاستشارية، وبعض المحللين أيضا يعملون لدى مكاتب الأبحاث.